# Yoshi (datorspel)
Yoshi, i Japan känt som Yosshī no Tamago (ヨッシーのたまご Yosshī no Tamago?) och i Australien och Europa känt som Mario & Yoshi, är ett  pusselspel utvecklat av Game Freak och utgivet av Nintendo. Spelet släpptes till NES och Game Boy. Båda versioner släpptes i Japan samtidigt, den 14 december 1991, och i övriga delar av världen året därpå.

### Fotnoter
1. 1 2 3  ”Yoshi”. NES DB. 25 februari 1991. Arkiverad från originalet den 11 mars 2015. https://web.archive.org/web/20150311182651/http://www.nesdb.se/game_more.php?id=930&rid=1. Läst 22 april 2014.